# Verbond van Dietsche Nationaalsolidaristen
Het Dinaso of Verdinaso staat voor Verbond van Dietsche Nationaalsolidaristen en was een autoritaire, met het fascisme verwante politieke beweging, vooral in België en minder in Nederland, opgericht op 6 oktober 1931 door Joris Van Severen. De antisemitische en antiparlementaire organisatie streefde een corporatistische staats- en maatschappijherordening na, volgens de organisch-solidaristische doctrine. Op staatkundig vlak was de oorspronkelijke doelstelling de eenmaking van Nederland, Vlaanderen en Frans-Vlaanderen, maar vanaf 1934 het samengaan van Nederland met geheel België en Luxemburg in een nieuw op te richten staat: het Dietsche Rijk der Nederlanden.
Na de executie van Van Severen in mei 1940 nam Emiel Thiers het leiderschap waar, maar dit zou niet lang duren. In Vlaanderen hield de beweging op te bestaan op 10 mei 1941 door een door de Duitse bezetter opgelegde gedwongen fusie met het Vlaams Nationaal Verbond tot de Eenheidsbeweging-VNV. De Waalse afdelingen werden verplicht zich aan te sluiten bij het Rexisme.
Op 19 maart 1938 was het Verdinaso-Nederland een zelfstandige vereniging geworden onder leiding van Ernst Voorhoeve. Op 29 oktober 1939 ging het Verdinaso-Nederland samen met de Nederlandsche Volkspartij als het Verbond der Nederlanders en werd door Van Severen erkend. De afdeling Amsterdam verzette zich tegen de fusie en ging onder leiding van J.J. van der Hout verder onder de oude naam. Het Verbond der Nederlanders bleek in het voorjaar van 1940 een mislukking en de steun voor Voorhoeve was sterk afgenomen. Na de capitulatie gingen beiden in juli 1940 onder gezamenlijk leiderschap weer samen als het Verdinaso-Nederland. Op 9 november 1940 ging Verdinaso-Nederland onder druk van de Duitse bezetter op in de NSB en Van der Hout werd hoofd van de afdeling vorming en voorlichting van de Weerbaarheidsafdeling (WA).

## Maatschappelijke ideologie
Het nationaal-solidarisme van het Verdinaso was een sociale maatschappijleer die sterk antimarxistisch en antikapitalistisch was, en de maatschappij in organische zin wenste te hervormen, dit wil zeggen groeiend op geleidelijke, natuurlijke wijze met respect voor de eigen aard, geschiedenis en traditie. Het Verdinaso kantte zich zowel tegen het liberalisme als tegen de parlementaire democratie. Van Severen wilde met het Verdinaso een leidinggevende elite vormen die door haar stijl en optreden de macht in de staat zou veroveren, eerder dan deze omver te werpen. Het Verdinaso leunde aan bij de Conservatieve Revolutie, meer bepaald bij de Jongconservatieven. Verder was er ook nog de invloed van de nationalistische Action Française van Charles Maurras en het personalisme.

## Staatkundige doelstellingen
De staatkundige evolutie verliep steeds met een blik naar Nederland. Het Verdinaso werd opgericht als een organisatie die Vlaanderen en Nederland wilde herenigen in Groot-Nederland. Het evolueerde van een anti-Belgische beweging naar een Heel-Nederlandse beweging, die zich bij het uitbreken van de Tweede Wereldoorlog aan de kant van de regering schaarde, in tegenstelling tot het Vlaams Nationaal Verbond. Nochtans werd Van Severen opgepakt en afgevoerd naar Frankrijk. Op weg naar een Frans concentratiekamp, werd hij te Abbeville op 20 mei 1940 samen met 19 andere mannen en een vrouw, door Franse soldaten gedood.
Onder invloed van toenemende repressie door België, zoals het uitsluiten van het Verdinaso-syndicaat en huiszoekingen bij politieke kopstukken, keerde Van Severen zich af van het antibelgicisme. Op 14 juli 1934 werd de Nieuwe Marsrichting afgekondigd, waarbij van het radicale antibelgicisme werd afgestapt, en de doelstelling werd verruimd tot een hereniging van België, Nederland, Luxemburg en Frans-Vlaanderen, dit onder een autoritair bewind onder leiding van de koning. Hierbij werd teruggegrepen naar het zogenaamde Bourgondische ideaal van de historische Zeventien Provinciën ten tijde van Keizer Karel V. Ook de culturele en geschiedkundige eenheidsband met de Afrikaners in Zuid-Afrika en de gemeenschappen in de Nederlanden werd in het bijzonder genoemd.
De reacties in de Vlaamse Beweging waren overwegend negatief. Overal sloot men het Verdinaso uit de Vlaamse beweging. Wies Moens verliet de formatie zelfs. Hierna werd vaak gehoord van Van Severen dat het Verdinaso niet tot doel had de staat omver te werpen, maar hem te veroveren. Nadat ze hem in België en Nederland veroverd had, zou men komen tot een nationaal-solidaristische staat van het Dietse Rijk.
Het Verdinaso raakte in de loop van zijn bestaan steeds meer los van de aanvankelijke invloed die Mussolini en zijn fascisten hadden op de beweging. Vanuit het nationaalsocialistische Duitsland werd met argwaan gekeken naar de uitgesproken Heel-Nederlandse houding van het Verdinaso. Het Verdinaso zelf was tevreden met de machtsgreep van Hitler en maakte hier niet veel poespas over.

## Antisemitisme
Het Verdinaso was fel antisemitisch. In Hier Dinaso!, het blad van het Verdinaso, verschenen antisemitische teksten. Oprichter Joris van Severen beschouwde Hitler nog als te zachtzinnig tegenover de Joden en te traag bij het uit Duitsland jagen van de Joden, de "Dietsers" moesten volgens hem vlugger optreden met de verdrijving van Joden uit "Dietsland". Ook kopstukken als Paul Persyn en Pol le Roy spraken zich verschillende malen uit tegen de Joden. Paul Persyn zou later in het verzet stappen. Anderen zouden de stap naar actieve collaboratie tot het uiterste doorzetten als "Jodenjager", namelijk vrijwillig in opdracht van de SIPO/SD Joodse burgers opsporen, arresteren en uitleveren voor deportatie naar o.a. Auschwitz. André Laureys, August Schollen, René Bollaerts, Gustaaf Vanniesbecq, Pol Martens, Frans Packet en Jos Remacle waren allen Verdinaso, later Algemeene SS Vlaanderen. Luc Remacle, broer van Jos, was Dolmetscher (tolk) in dienst van de SIPO/SD. Ook valt op dat bij het ontstaan van de Algemeene SS Vlaanderen de ganse top uit het Verdinaso kwam.
Verdinaso-Nederland was helder in zijn antisemitisme. In de brochure Wat is en wat wil het Verdinaso-Nederland uit 1938 worden de Joden als volksvreemd element gekenschetst met een invloed in onder meer het landsbestuur en de geneeskunde die hen niet toekomt. De vestiging van buitenlandse Joden en Joodse vluchtelingen in Nederland moest uit alle macht worden belemmerd.

## Symboliek
Op 10 juli 1932 onthulde het Verdinaso in Roeselare plechtig haar nieuw ontworpen vaandel. De vlag bestond uit een oranje achtergrond met in het midden een witte cirkel waarin een blauwe ineengevlochten ploeg, tandrad en rechtopstaand zwaard worden afgebeeld. De ploeg staat symbool voor de landbouw, het tandrad is het teken van de industrie en het zwaard is het zinnebeeld van gezag, gerechtigheid en vooral weerbaarheid. Het oranje is een verwijzing naar de prinsenvlag van Willem van Oranje terwijl het blauw refereert naar de Nederlandse zee en stromen (Schelde, Maas en Rijn). De cirkel ten slotte, symboliseert het streven naar autarkie of nationale zelfvoorziening. In tegenstelling tot bij het VNV, dat ook een hereniging wilde van alle Nederlanders, werd nooit de Vlaamse Leeuw gezongen of flamingantische symboliek gebruikt zoals de leeuwenvlag. Na de afkondiging van de Nieuwe Marsrichting werden wel Belgische, Zuid-Afrikaanse en Nederlandse vlaggen samen met provincievlaggen gebruikt, maar geen leeuwenvlaggen meer. Vlamingen werden immers als eenheid gezien met de Nederlanders, als Dietsers.

## Opheffing en bezetting
Door de opheffing en gedwongen fusie met het VNV en Rex in België heeft het Verdinaso als beweging geen deel gehad in de collaboratie met de Duitse bezetter. Door de moord op Joris van Severen in Abbeville in 1940 werd de beweging bovendien van haar primaire ideoloog en leider beroofd. Dinaso's maakten in de bezettingstijd keuzes: van de meest extreme collaboratie met de Sicherheitspolizei (Sipo) en Algemeene SS Vlaanderen tot een overtuigde aansluiting bij het Belgisch verzet tegen de Duitse bezetter, met name de Witte Brigade. Oud-Dinaso's Paul Persyn en Jef Van Bilsen zijn belangrijke verzetslieden geworden. Een groot deel verliet de beweging na de fusie in 1940-1941 en onthield zich tijdens de bezetting van politieke activiteiten, en pleegde noch verzet noch collaboratie. Daarmee sloten zij aan bij de meerderheid van de Belgische bevolking. Terwijl in Nederland Ernst Voorhoeve en anderen de collaboratie instapten, werkten anderen aan een Belgisch-Nederlands verzets- en spionagenetwerk tegen de Duitse bezetter. Hierin werkten de Nederlandse oud-Dinaso's Gerard van der Horst, Wiet Knitel en Lou Stolte samen met Frantz Van Dorpe en Jef Van Bilsen, die de Belgische tak verzorgden. De Belgische tak van dit netwerk zorgde tevens voor onderduikadressen voor gevluchte joden zonder Belgische nationaliteit. Oud-Dinaso Van Bilsen werd later stafmedewerker van het Amerikaanse leger in het bezette Duitsland.
Veel van de Dinaso's die in het verzet tegen nazi-Duitsland en zijn bezettingsmacht stapten, bleven echter nog lang hun kritiek op het parlementair-democratische systeem trouw, slechts geleidelijk ontwikkelden zij meer waardering voor de naoorlogse heropbouw van de democratie.

## Dochterverenigingen
Een dochtervereniging was de Dinaso Militanten Orde, de DMO, een soort paramilitaire organisatie. Van Severen zag hen niet alleen als een privémilitie, maar ook als een kweekvijver voor wat hij beschouwde als de "elite", zijnde de besten van het volk.
Tot de organisatie behoorden verder:
- het Verdivro, het Verbond van Dietsche Vrouwen
- de Jongdinaso, de jongerenvleugel
- de Dinaso Propaganda Orde, de opvolger van de DMO van het Verdinaso-Nederland[10]
- het Verbond van Nationale Arbeiderssyndicaten, het NAS, dat de vakbond was van het Verdinaso tot december 1933 - daarna werd deze vakbond niet meer erkend door de Belgische regering.

Het Verdinaso gaf verschillende tijdschriften uit, zoals Hier Dinaso! ("Strijdblad van het Verdinaso voor geheel Dietschland"), Orde! ("Maandblad van het Verbond van Dinasocorporaties"), De Dinaso-Student (maandblad), Jongdinaso ("Strijdblad der Dietsche Jeugd"), L'Ordre Thiois en Les Pays-Bas Belgiques.
Dietbrand was wel gelinkt aan het Verdinaso, maar bleef in handen van Wies Moens, ook toen deze uit de beweging stapte.